# Mehara Gaon
Mehara Gaon è una suddivisione dell'India, classificata come census town, di 4.306 abitanti, situata nel distretto di Hoshangabad, nello stato federato del Madhya Pradesh. In base al numero di abitanti la città rientra nella classe VI (meno di 5.000 persone).

## Geografia fisica
La città è situata a 22° 37' 26 N e 77° 44' 15 E.

## Società

### Evoluzione demografica
Al censimento del 2001 la popolazione di Mehara Gaon assommava a 4.306 persone, delle quali 2.259 maschi e 2.047 femmine. I bambini di età inferiore o uguale ai sei anni assommavano a 527, dei quali 288 maschi e 239 femmine. Infine, coloro che erano in grado di saper almeno leggere e scrivere erano 3.225, dei quali 1.862 maschi e 1.363 femmine.